# بانک فیلتراست
بانک فیلتراست (انگلیسی: Philtrust Bank) شرکت خدمات مالی و بانکداری فیلیپینی است، که در سال ۱۹۱۶ تأسیس شد.